# 盧特里沃河
46°30′07″N 6°40′55″E / 46.502052°N 6.682076°E

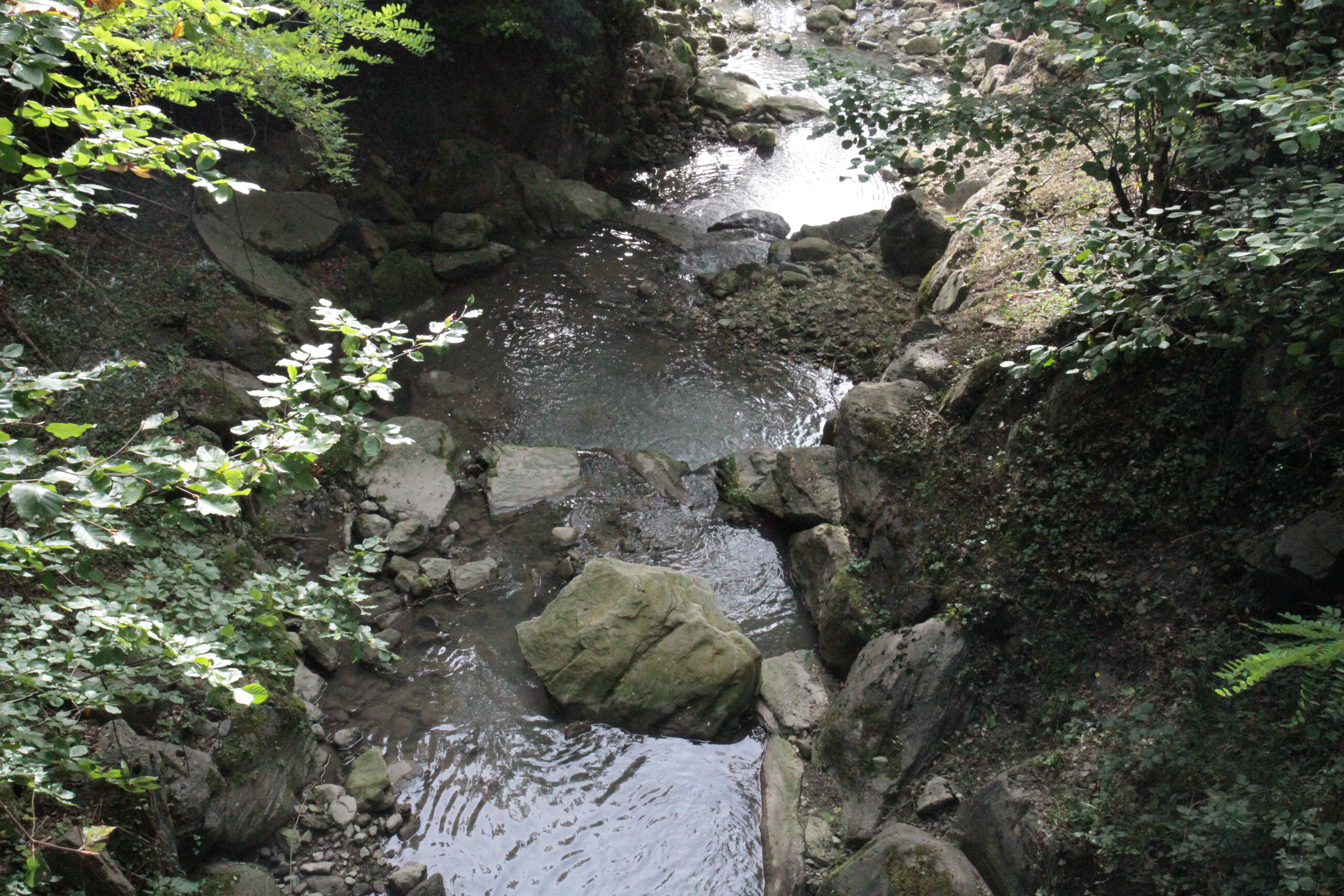

盧特里沃河是瑞士的河流，位於該國西部，流經沃州，屬於羅訥河的支流，河道全長5.9公里，流域面積6.2平方公里，最終在呂特里注入萊芒湖。